# Topolino nella seconda guerra mondiale
Topolino nella seconda guerra mondiale (titolo originale: Mickey Mouse on a Secret Mission) è una storia a fumetti pubblicata a strisce sui quotidiani statunitensi dal 19 luglio al 23 ottobre 1943. In questa storia, come in altre storie a fumetti statunitensi del periodo (anche di personaggi realistici), il nemico è la Germania nazista, all'epoca in guerra con gli Stati Uniti.

## Trama
L'inizio della storia ricalca quello di Topolino agente della polizia segreta: il protagonista viene rapito da sedicenti spie naziste che in realtà si riveleranno essere agenti statunitensi che intendevano solo mettere alla prova Topolino. Topolino supera brillantemente la prova e l'esercito statunitense gli affida il compito di collaudare il Falco, un aereo bombardiere all'avanguardia in grado di viaggiare a velocità supersoniche. Superati i test attitudinali, Topolino collauda il mezzo ma nel viaggiare a velocità supersonica si accorge tardivamente di star sorvolando la Francia occupata dai nazisti (in una vignetta si vede una svastica sventolare in cima alla Torre Eiffel), per cui torna subito indietro, nella speranza che i nazisti non si siano accorti di lui. Purtroppo i nazisti sono a conoscenza del bombardiere sperimentale all'avanguardia e hanno incaricato Pietro Gambadilegno e un'altra spia nazista (che parla un inglese sgrammaticato dal forte accento teutonico) di rubarlo. Gambadilegno, infiltratosi insieme all'altra spia (Von Weasel, con "weasel" che significa "donnola" o "spia") nella base militare, tenta di impadronirsi del velivolo ma Topolino riesce a sventare il piano dopo una colluttazione.
Tuttavia le due spie naziste riescono con un gigantesco magnete a catturare il bombardiere con il suo pilota Topolino, che viene dunque deportato nella Germania nazista. Tuttavia, dopo il viaggio in sottomarino, Topolino e i suoi carcerieri trovano al loro arrivo le città della Germania (in particolare Berlino) pesantemente devastate dai bombardamenti degli Alleati e praticamente ridotte in macerie (al che Topolino esulta), anche se la propaganda nazista di Goebbels nega l'evidenza attribuendo le devastazioni "alle termiti". Topolino, minacciato di tortura dal maresciallo della Luftwaffe Von Mess (in inglese "mess" significa "confusione") in caso di mancata collaborazione, accetta di mostrare ai nazisti come si guida l'aereo ma riesce comunque scaltramente a far perdere i sensi ai nazisti saliti a bordo con lui grazie a una guida alquanto spericolata. Dopodiché procede a bombardare senza remore le principali città tedesche, apportando danni anche a una delle residenze di Hitler (quella a Berchtesgaden), e facendo ritorno trionfante in patria dopo aver fatto prigionieri alcuni dei principali esponenti della Luftwaffe (tra cui Von Schtoop, nome derivante dal termine slang inglese "stoop" che significa "stupido"), facendo anche in tempo a sventare il tentativo da parte di Gambadilegno di assassinare Controllo Sette (il superiore di Topolino). La storia dunque si conclude con il trionfo di Topolino che ha assicurato alla propria patria alcuni prestigiosi prigionieri di guerra riuscendo inoltre a recuperare il bombardiere e a restituirlo agli Alleati.

## Analisi
La storia è la seconda della coppia Bill Walsh-Floyd Gottfredson e la prima lunga del duo. Come nella precedente, il nemico è la Germania nazista con le sue spie (dal forte accento teutonico) che si sono infiltrate in territorio statunitense. Nei dialoghi Walsh fa esprimere i tedeschi in inglese stentato, caratterizzato dagli errori di pronuncia tipici dei teutonici (ad esempio Germany viene scritta Chermany) e dall'uso di alcune parole tedesche (come Herr, Frau, Der, Ja, Amerikanische). La storia è di propaganda bellica, che non manca di prendere di mira i giapponesi quando Topolino è tentato dall'idea di fare fuoco con il bombardiere su Gambadilegno ma vi rinuncia perché sarebbe stato un comportamento da giapponese e non da statunitense; la Germania nazista viene presentata come prostrata dalla guerra e i tedeschi che compaiono nella storia, a parte il tentativo riuscito di impadronirsi del bombardiere e di Topolino, vengono presentati come inetti, in maniera tale da trasmettere il messaggio che anche l'americano medio avrebbe potuto prevalere su di loro; Walsh si prende gioco anche delle menzogne della propaganda nazista di Goebbels mettendola in ridicolo quando fa dire ai nazisti che secondo la loro versione ufficiale sarebbero state le termiti e non i bombardamenti nemici a devastare gravemente le città tedesche. Anche se il Fuhrer non compare di persona nella storia, in diverse strisce compaiono dei ritratti di Hitler e la stessa spia nazista Von Weasel viene definito un amico personale del Fuhrer. Per quanto concerne i disegni, è degna di nota per la sua particolarità (a livello di sperimentazione grafica) la striscia del 5 ottobre 1943 in cui Gottfredson ruota di 90° una vignetta in modo da rendere l'idea delle dimensioni imponenti in verticale del bagno del maresciallo della Luftwaffe Von Mess. Nella storia vengono citati i "War Bonds" (i buoni di guerra come i Titoli Serie E) con Topolino che si indigna quando scopre che le spie naziste Gambadilegno e Von Weasel investono su di essi nonostante si trovino dalla parte opposta (le due spie si giustificano definendoli un buon investimento nonché una valida copertura).
Inizialmente la storia, come tutte le storie a strisce pubblicate sui quotidiani, non aveva titolo. In occasione della pubblicazione a puntate in versione rimontata sui numeri dal 45 al 48 (giugno-settembre 1944) della testata Walt Disney's Comics and Stories, le fu dato il titolo di Mickey Mouse on a secret mission. In seguito non è stata più ristampata in patria nelle testate regolari, anche a causa dell'argomento controverso trattato (la seconda guerra mondiale), venendo riproposta soltanto in pubblicazioni per collezionisti (come l'opera omnia di Gottfredson).
Secondo una congettura riportata da Alberto Becattini, è possibile che Adolf Hitler fosse venuto a conoscenza della storia e per tale motivo avrebbe ordinato tramite il suo alleato italiano Benito Mussolini la chiusura della testata italiana Topolino (formato "giornale") nel dicembre 1943, benché le storie a fumetti di Topolino fossero assenti dal giornale fin dal febbraio 1942. In ogni caso, a causa delle esigenze di guerra e della conseguente carenza di carta, in generale la quasi totalità dei giornali a fumetti italiani fu costretta a chiudere nello stesso periodo, anche se è pur vero che nell'autunno del 1943 l'editore di Topolino, Arnoldo Mondadori, fu costretto a fuggire in Svizzera a causa di una compromettente lettera di congratulazioni a Badoglio che lo rese inviso ai nazifascisti.
In Italia la storia fu pubblicata per la prima volta sui numeri dal 662 al 679 di Topolino formato "giornale" (25 ottobre 1947-21 febbraio 1948) con il titolo di Topolino nella seconda guerra mondiale. Nonostante il grande formato della testata, che in teoria non rendeva strettamente necessari i rimontaggi, in occasione della prima pubblicazione italiana la storia subì diversi rimaneggiamenti, anche per l'esigenza di inserire il titolo della storia nella prima vignetta di ogni puntata che comportava necessariamente uno sfasamento tra le file di vignette della versione italiana e le strisce originali. Inoltre, nella puntata pubblicata sul numero 676 (31 gennaio 1948), la vignetta, che in originale era ruotata di 90° per rendere l'idea dell'imponenza in verticale del bagno di Von Mess, fu ruotata in senso opposto in modo da non costringere il lettore a ruotare il giornale per leggerla; inoltre, nella stessa pagina fu invertito l'ordine di due vignette (ma non dei dialoghi che così vengono attribuiti alle vignette "sbagliate") per ovviare ai problemi di impaginazione conseguenti alla rotazione della vignetta raffigurante il bagno di Von Mess. Inoltre nella versione italiana fu deciso di far esprimere i tedeschi in italiano corretto (ad esempio "Chermany", storpiatura di "Germany" per rendere l'idea delle difficoltà di pronuncia dei tedeschi quando tentano di esprimersi in inglese, fu tradotto con "Germania" invece che con "Cermania") conservando solo in alcuni dialoghi parole tedesche come "Ja" ed "Herr", tradotte in italiano nella quasi totalità dei casi. Inoltre nella prima traduzione italiana furono rimossi dai dialoghi i riferimenti, ritenuti evidentemente inopportuni, a Goebbels e ai giapponesi nonché gli "Heil Hitler" pronunciati dai nazisti. In alcune ristampe successive, come quella su Gli anni d'oro di Topolino, la storia viene ritradotta in maniera più fedele all'originale, ripristinando l'accento teutonico dei nazisti e i riferimenti espliciti a Goebbels e ai giapponesi nonché gli Heil Hitler.
Il personaggio di Controllo Sette (il superiore di Topolino in questa storia) e il bombardiere sperimentale Falco vengono ripresi nella storia di produzione danese Operation Big Gluttion (Topolino Operazione Ghiottone, 1996) sceneggiata e disegnata da Marco Rota, evitando di far riferimento questa volta a guerre accadute anche nella realtà.